# Лаффре
Лаффре (фр. Laffrey) — коммуна во Франции, находится в регионе Рона — Альпы. Департамент коммуны — Изер. Входит в состав кантона Матезин-Триев. Округ коммуны — Гренобль.
Код INSEE коммуны — 38203. Население коммуны на 2007 год составляло 357 человек. Населённый пункт находится на высоте от 680 до 1262 метров над уровнем моря. Муниципалитет расположен на расстоянии около 500 км юго-восточнее Парижа, 110 км юго-восточнее Лиона, 19 км южнее Гренобля. Мэр коммуны — Филипп Фор, мандат действует на протяжении 2015—2020 гг.
Динамика населения (INSEE):